# Susannah Harker
Susannah Harker, född 26 april 1965 i London är en brittisk skådespelare. 

## Filmografi i urval
- 1989 – En torr vit årstid
- 1989 – Tills vi möts igen (Miniserie)
- 1990 – Maktens män (Miniserie)
- 1992 – Screen One (TV-serie)
- 1994 – The Memoirs of Sherlock Holmes (TV-serie)
- 1995 – Stolthet och fördom (TV-serie)
- 1996 – Surviving Picasso
- 1998  – Heat of the Sun
- 1998 – Ultraviolet
- 2000 – Offending Angels
- 2001 – Intimacy
- 2001 – Murder in Mind (TV-serie)
- 2002 – Waking the Dead (TV-serie)
- 2009 – Morden i Midsomer (TV-serie)
- 2012 – New Tricks (TV-serie)
- 2016 – A Caribbean Dream